# Muaaka
Muaaka es una red social lanzada en 2014 y que tiene a la música como eje conductor. La web incluye un buscador de usuarios, un buscador de artistas y un buscador de conciertos. Tanto el registro como los servicios son gratuitos. La principal novedad respecto a otras redes sociales es la búsqueda de usuarios según las preferencias personales de cada uno en materia musical. Recientemente ha ido adquiriendo popularidad a raíz de varios artículos en medios como El Mundo o VICIOUS Magazine.

## Características
El usuario de Muaaka dispone de un Perfil musical donde puede introducir sus artistas favoritos, sus vídeos musicales preferidos, sus intereses y otras opciones estándar como sus Fotos o sus datos personales. También dispone de 3 buscadores: el Buscador de Usuarios, con filtrado avanzado, el Buscador de Artistas, donde puede encontrar la información y la música de sus artistas favoritos y el Buscador de Conciertos, donde puede buscar los próximos conciertos mediante varias opciones de filtrado: por artista, por ciudad o por sala.

## La Pista
La Pista de Muaaka es una nueva manera de entender un muro o página de inicio donde los usuarios pueden interactuar entre ellos, añadir los vídeos musicales de sus artistas favoritos, los conciertos a los que asistirán o las fotos del último concierto al que fueron.

## Musicalizador
En diciembre de 2014 Muaaka añadió una funcionalidad llamada "Musicalizador de Emociones", una nueva manera de que los usuarios puedan
expresar sus emociones en cada momento del día mediante la música. La herramienta permite al usuario ajustar las 5 emociones según su estado de ánimo musical del momento. Una vez regulados los estados, la herramienta devuelve como resultado un vídeo musical que puede ser visualizado por los demás usuarios en La Pista.